# Duke Udi
Duke Udi (5 maggio 1976) è un ex calciatore nigeriano, di ruolo centrocampista.

## Carriera

### Club
Ha giocato nella massima serie dei campionati nigeriano, svizzero, slovacco, israeliano e russo.

## Palmarès

### Club

#### Competizioni nazionali
- Campionato nigeriano: 1

Shooting Stars: 1995
- Coppa della Nigeria: 2

Shooting Stars: 1995
Plateau United: 1999
- Campionato svizzero: 1

Grasshoppers: 1995-1996
- Coppa di Slovacchia: 1

Slovan Bratislava: 1996-1997